# 深井明
深井 明（ふかい あきら、1935年（昭和10年）11月1日 - ）は、日本の政治家。元埼玉県議会議員（8期連続当選）、埼玉県議会議長。元大宮市議会議員（2期連続当選）。自由民主党埼玉県支部連合会幹事長。旭日中綬章受章。

## 経歴
埼玉県川島町出身。比企郡出丸中学校卒。活動初期は新自由クラブへ参加するが、後に自由民主党に転出。1971年（昭和46年）、大宮市議会議員となる。1975年（昭和50年）には再選し、副議長を務める。
1979年（昭和54年）に埼玉県議会議員に転向し当選。その後8期の当選を果たす。
1992年（平成4年）3月、埼玉県議会副議長就任。
2007年（平成19年）4月の統一地方選挙でも、国民新党の新人・寺沢清司らを圧倒的な票差で破り、県議8期目当選。
2008年（平成20年）3月、第110代埼玉県議会議長就任。

## 性格・逸話
- 政治家を志した理由は、自宅周辺が雨が降れば川が氾濫する地域だったことから、河川の氾濫をどうにかしたいと考えたため。鴻沼川の改修にも積極的に行動。
- 2001年（平成13年）10月9日の県議会文教委員会で、地元小学校の運動会に来賓として出席した際、開会式で紹介されなかったことを取り上げて「運動会では（出席した）県議を紹介するよう通知を出せ」と、教育局に迫った。「『県議が来ているから皆さん一生懸命やりなさい』と校長から一言あってもいいじゃないか」と持論を展開した。
- 元埼玉県議会議員の竹内弘文とは犬猿の仲として知られ、大宮市全体が一つの選挙区だった頃激烈な争いを繰り広げた。その遺恨は2007年の統一地方選挙でも繰り広げられ、「竹内憎し！」の深井明は民主党の県議会議員で旧知の仲でもある秦哲美を支援したとも囁かれた。

## 職歴・役職・受章
- 学校法人明和幼稚園理事長
- 社会福祉法人三恵会特別養護老人ホーム「三恵苑」理事長
- 埼玉県議会鴻沼川改修促進議員連盟会長
- 埼玉県議会防衛議員連盟会長
- 北朝鮮による日本人拉致問題の早期解決を図る議員連盟会長
- 自由民主党埼玉県支部連合会幹事長
- 埼玉県議会大宮アルディージャ後援会長
- 拉致問題地方議会全国協議会長
- 1995年（平成7年）藍綬褒章受章
- 2011年 旭日中綬章受章[1]